# Sonata per a violí i piano núm. 1 (Weinberg)
La Sonata per a violí i piano núm. 1, op. 12, va ser composta per Mieczysław Weinberg el 1943. Dedicada al famós actor jueu Solomon Mikhoels, que feia poc s'havia convertit en el sogre del compositor.

## Moviments
- I. Allegro
- II. Adagietto
- III. Allegro

## Origen i context
Va ser l'últim treball instrumental que Weinberg va compondre abans de sortir de Taixkent cap a Moscou. La partitura del manuscrit està datada de l'11 de febrer a l'11 d'abril de 1943. Si bé les simfonies i els quartets de corda són fonamentals per a Weinberg, tant en nombre com en importància, les sonates són decisives per a l'evolució del llenguatge musical distintiu del compositor durant les dues primeres dècades.
Aquesta Primera Sonata per a violí sembla menys segura que les dues primeres sonates per a piano o la Primera Simfonia. Els signes continus d'incertesa artística es manifesten clarament en la partitura del manuscrit, amb nombroses supressions i afegits. Segons Fanning, «l'obra és susceptible de crítica per una certa manca de varietat en la textura i el ritme, tant dins com entre els moviments. Això és especialment evident en diversos punts de l'Adagietto central, i principalment en l'Allegro final».